# Annette Kolb

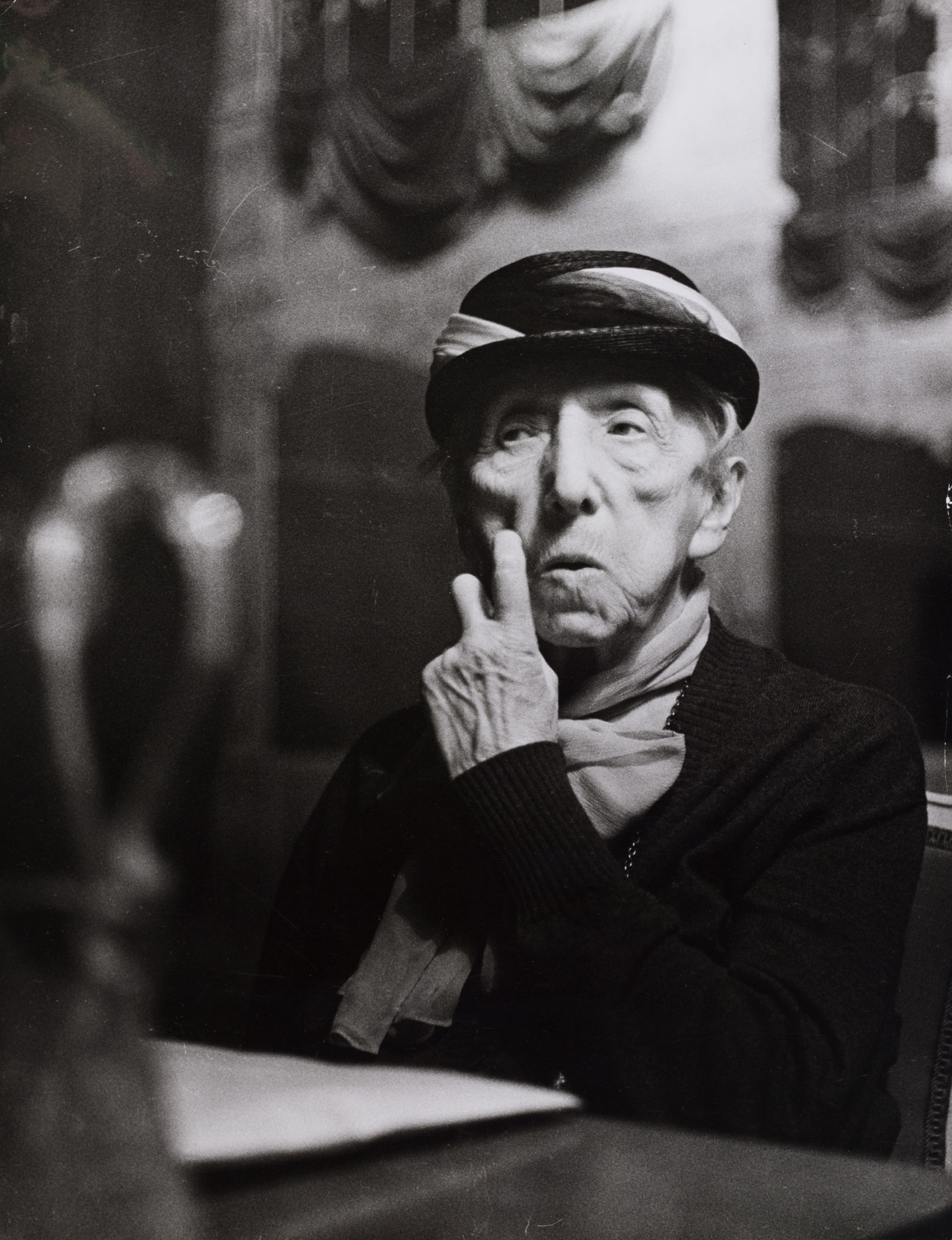
Annette Kolb 1959, Foto von Barbara Niggl Radloff

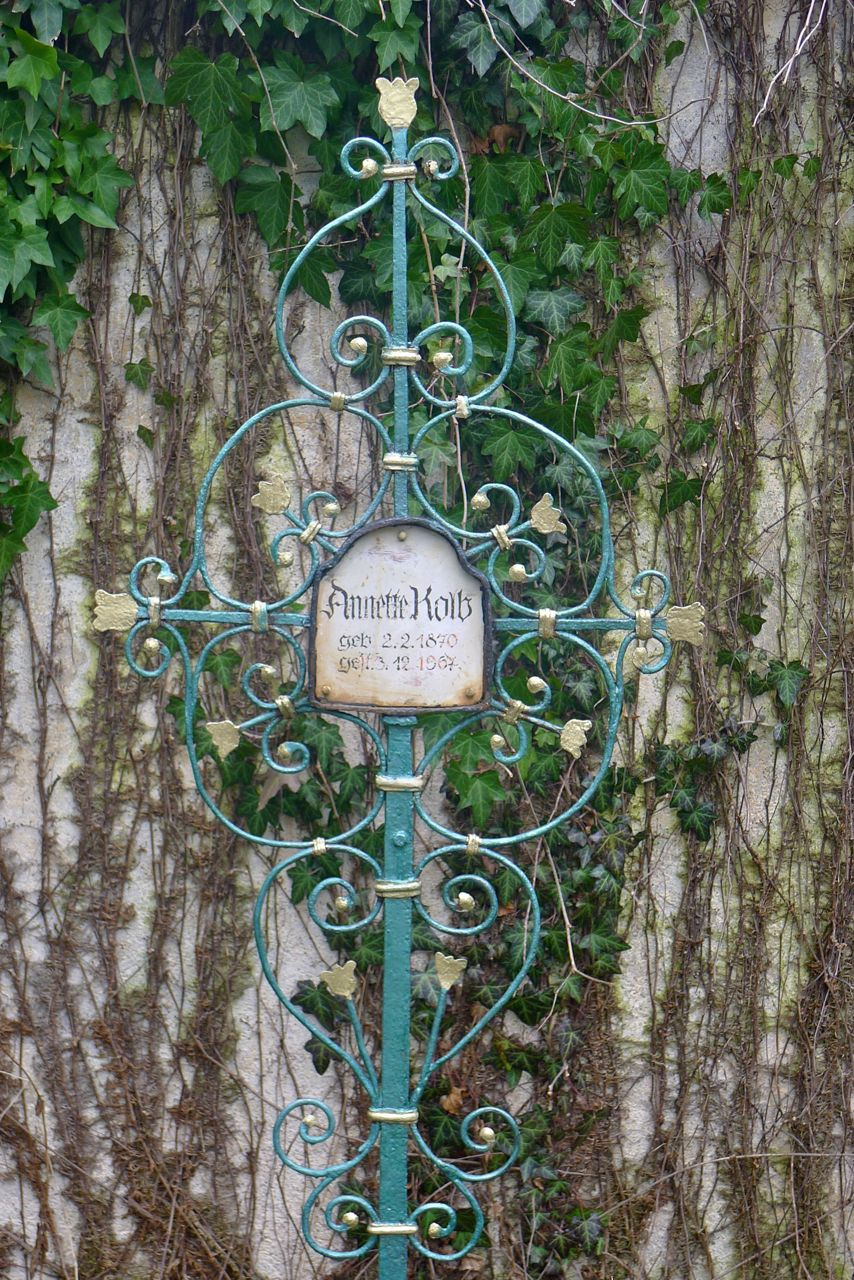
Grab auf dem Bogenhausener Friedhof

Annette Kolb, geborene Anna Mathilde Kolb, (* 3. Februar 1870 in München; † 3. Dezember 1967 ebenda) war eine deutsche Schriftstellerin. Sie setzte sich nachhaltig für den Frieden ein und erwarb sich Verdienste um die Verständigung zwischen Deutschland und Frankreich.

## Leben

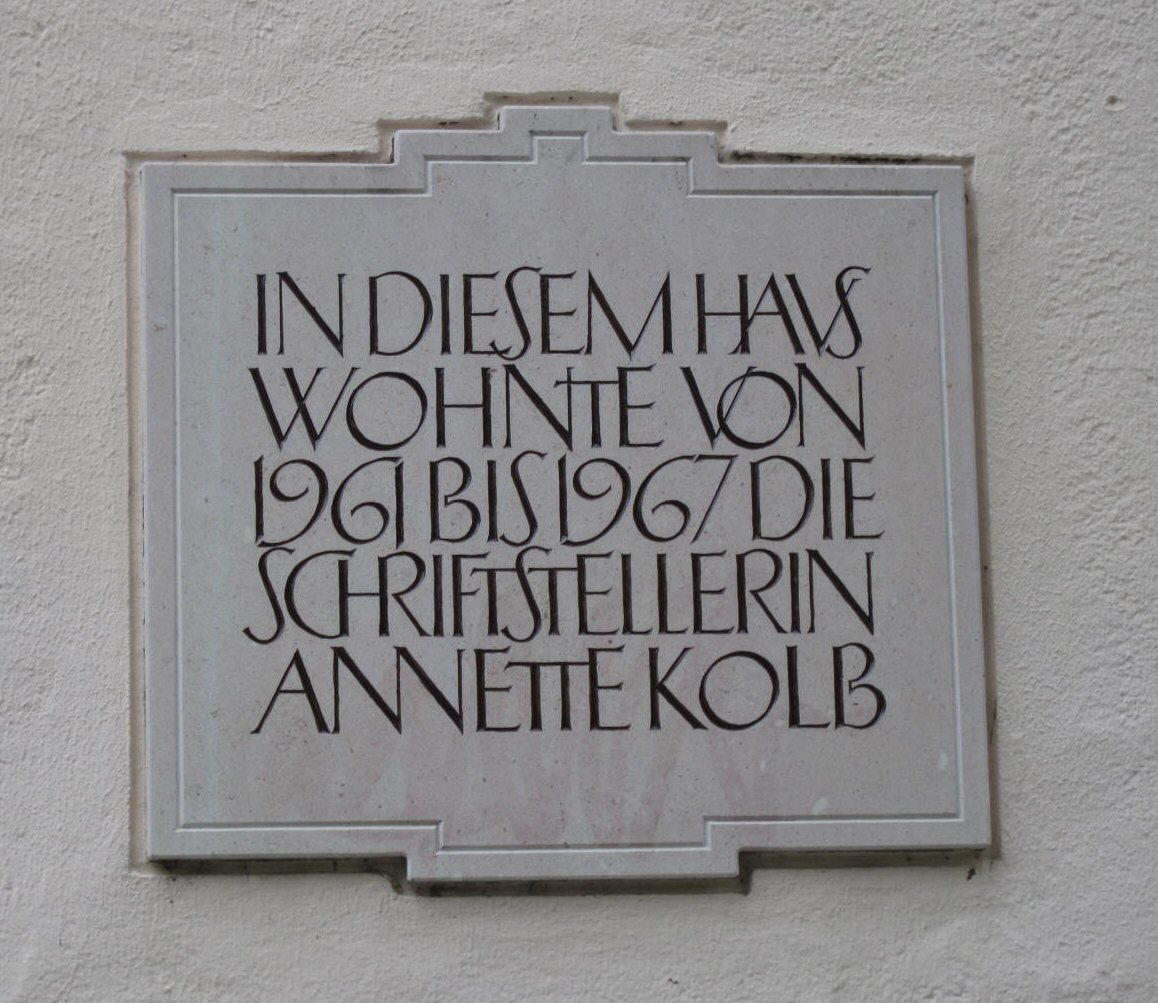
München, Händelstr. 1: Gedenktafel für Annette Kolb

Annette Kolb war die dritte Tochter des Münchner Gartenarchitekten Max Kolb und der Pariser Pianistin Sophie Danvin, wodurch ihr schriftstellerisches Werk sowohl von deutschen als auch von französischen Einflüssen geprägt war.
Annette Kolbs Vater war ein illegitimer Wittelsbacher Sprössling. Verschiedenen Überlieferungen zufolge war entweder der spätere König Maximilian II. oder Herzog Max Joseph in Bayern sein Vater. Im ersten Fall wäre der Vater ein Halbbruder König Ludwigs II. gewesen, im zweiten Fall ein Halbbruder Kaiserin Elisabeths von Österreich.
Die Großeltern mütterlicherseits waren ein bekanntes französisches Landschaftsmalerpaar: Félix und Constance Amelie Danvin. Annette Kolb wuchs in München in der Sophienstraße auf und verbrachte die ersten Schuljahre in der Klosterschule Thurnfeld bei Hall in Tirol. Sie entdeckte früh ihre Lust am Schreiben und gab 1899 ihr erstes, von ihr selbst finanziertes Buch unter dem Titel Kurze Aufsätze heraus.
Direkt bei der Gründung des Münchner Schriftstellerinnen-Vereins 1913 trat sie ihm bei. Im Ersten Weltkrieg trat Annette Kolb entschieden für den Pazifismus ein. Ein vehementes Plädoyer für die Anwendung von Vernunft und für eine europäische Völkerverständigung löste nach einem Vortrag in Dresden am 11. Januar 1915 Tumulte aus. Das Bayerische Kriegsministerium verhängte 1916 „wegen pazifistischer Umtriebe“ gegen sie eine Brief- und Reisesperre. Auf Betreiben von Walther Rathenau konnte sich Annette Kolb ins Schweizer Exil begeben.
1923 ließ sich die Schriftstellerin in Badenweiler nieder, wo im Jahr zuvor die Architekten Paul Schmitthenner und Wilhelm Jost für sie ein Wohnhaus errichtet hatten. In den 1920er Jahren spielte sie eine bedeutende Rolle im deutschen Literaturleben. Einer ihrer frühesten und größten Förderer war der Schriftsteller, Verleger und Mäzen Alfred Walter Heymel. Rilke war von ihren Romanen begeistert. Mit René Schickele, einem Elsässer Schriftsteller und Befürworter des deutsch-französischen Interessensausgleichs, verband sie eine Freundschaft bis zu seinem Tode im Jahr 1940. Er war ihr Nachbar in Badenweiler, sie kannte ihn seit 1914.
Im Jahr 1929 widmete Annette Kolb dem französischen Ministerpräsidenten und Friedensnobelpreisträger Aristide Briand ein schriftstellerisches Porträt.
In den 1920er Jahren nahm sie an Treffen des Cercle de Colpach teil, den Aline Mayrisch in Luxemburg führte. Mayrisch wollte damit kulturelle Begegnungen von Westeuropäern veranlassen und deutsch-französische Beziehungen fördern. Der Cercle sollte die Basis einer künftigen friedlichen, europäischen Einigung schaffen.
Im September 1932 machte Annette Kolb im Alter von 62 Jahren den Führerschein (darüber schrieb sie ausführlich in den Festspieltagen, 66ff) und kaufte sich mit Hilfe von Bekannten einen kleinen Ford. 1933 emigrierte sie nach Paris und löste sich damit völlig vom Deutschland der Nationalsozialisten; die Mitglieder dieser politischen Bewegung hatten ihre Bücher öffentlich geächtet und verbrannt. 1936 wurde sie französische Staatsbürgerin. 1941 floh die 71-Jährige über Lissabon nach New York, konnte dort aber keinen beruflichen Erfolg erzielen. Nach dem Krieg lebte sie bis 1961 sowohl in Paris wie in München und Badenweiler. Ihren letzten Wohnsitz nahm sie in München, wo sie mit 97 Jahren verstarb. Annette Kolb war bis ins hohe Alter literarisch, musikalisch, journalistisch und politisch aktiv geblieben. Ihr Grab befindet sich auf dem kleinen Bogenhausener Friedhof an der Neuberghauser Straße in München (Grab Mauer rechts Nr. 10).
Der Nachlass – 23 Kassetten mit Korrespondenz u. a. von Annette Kolb – befindet sich in der Monacensia, einer Abteilung der Münchner Stadtbibliothek mit Literaturarchiv und Forschungsbibliothek.
Kolb bestand bis zu ihrem Tod auf die Anrede Fräulein und war bekannt für ihre extravaganten Hüte.
Thomas Mann hat sie im Doktor Faustus in der Figur der Jeanette Scheurl porträtiert:

„Jeanette angehend, so war sie Verfasserin, Romandichterin. Zwischen den Sprachen aufgewachsen, schrieb sie in einem reizend inkorrekten Privatidiom damenhafte und originelle Gesellschaftsstudien, die des psychologischen und musikalischen Reizes nicht entbehrten und unbedingt zur höheren Literatur zählten […] Von mondäner Häßlichkeit, mit elegantem Schafsgesicht, darin sich das Bäuerliche mit dem Aristokratischen mischte, ganz ähnlich wie in ihrer Rede das bayerisch Dialekthafte mit dem Französischen, war sie außerordentlich intelligent und zugleich gehüllt in die naiv nachfragende Ahnungslosigkeit des alternden Mädchens. Ihr Geist hatte etwas Flatterndes, drollig Konfuses, worüber sie selbst aufs herzlichste lachte […]. Zu alldem war sie sehr musikalisch, Pianistin, für Chopin entflammt, um Schubert literarisch bemüht, befreundet mit mehr als einem zeitgenössischen Namensträger im Reich der Musik, und ein befriedigender Austausch über Mozarts Polyphonie und sein Verhältnis zu Bach war der erste gewesen, der zwischen ihr und Adrian gepflogen worden. Er war und blieb ihr durch viele Jahre vertrauensvoll zugetan.“

## Auszeichnungen und Ehrungen

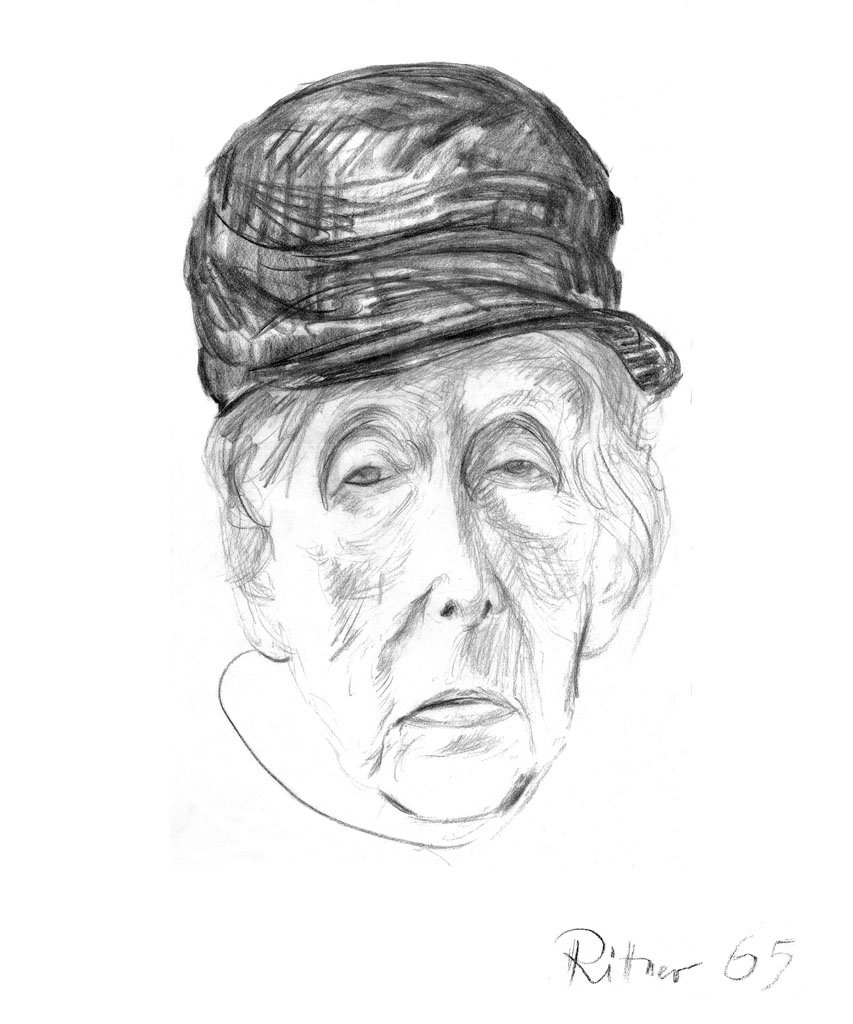
Annette Kolb,
Kohlezeichnung von Günter Rittner, 1965

- 1913: Theodor-Fontane-Preis für ihren Erstlingsroman Das Exemplar
- 1931: Gerhart-Hauptmann-Preis
- 1950: Aufnahme in die Bayerische Akademie der Schönen Künste
- 1950: Mitglied der Deutschen Akademie für Sprache und Dichtung
- 1951: Kunstpreis der Stadt München für Literatur
- 1954: Ehrengabe des Kulturkreises der deutschen Wirtschaft im BDI e. V.[8]
- 1955: Goethepreis der Stadt Frankfurt
- 1955: Ehrenbürgerschaft der Gemeinde Badenweiler[9]
- 1959: Großes Verdienstkreuz des Verdienstordens der Bundesrepublik Deutschland
- 1961: Ritter der französischen Ehrenlegion
- 1961: Bayerischer Verdienstorden
- 1961: Literaturpreis der Stadt Köln (Heinrich-Böll-Preis)
- 1966: Pour le Mérite für Wissenschaft und Künste
- 1966: Großes Verdienstkreuz des Verdienstordens der Bundesrepublik Deutschland mit Stern
- 1975 legte die Deutsche Bundespost im Rahmen einer Serie zu bedeutenden deutschen Schriftstellerinnen eine Briefmarke zu Ehren Annette Kolbs auf (Michel-Katalog Nummer: DE 826). Auf der Marke wurde fälschlicherweise 1875 als Kolbs Geburtsjahr angegeben.

Annette Kolb-Gesellschaft
- Am 3. Februar 2025 wurde im Münchner Literaturhaus anlässlich des 155. Geburtstag der Autorin die Annette Kolb-Gesellschaft gegründet. Gründungsmitglieder sind Kolbs Urgroßnichte Cornelia Michél, der Germanist Waldemar Fromm u. v. a. Den Ehrenvorsitz hat Franz Herzog von Bayern übernommen. Das Literaturhaus München wird künftiger Sitz der Gesellschaft.[10][11] Das Ziel ist das Werk dieser bedeutenden Schriftstellerin wieder mehr in die Öffentlichkeit zu bringen.[12]

Straßenbenennungen
In vielen deutschen Städten wurde Straßen nach ihr benannt, u. a.:
- München: 1971 Annette-Kolb-Anger in Ramersdorf-Perlach
- Hannover: 1994 Straße im Stadtbezirk Misburg-Anderten
- Bremen: Straße im Weidedamm-Viertel im Stadtteil Findorff

Benennung von Institutionen
- Traunstein: 1966 Umbenennung „Städtisches Mädchenrealgymnasium mit Oberrealschule Traunstein“ in Annette-Kolb-Gymnasium.

Ausstellung
- 4. bis 26. November 2017, Kurhaus Badenweiler: Ausstellung zum 50. Todesjahr der Ehrenbürgerin.[9][13]

## Werke
- 1899: Kurze Aufsätze. Essays

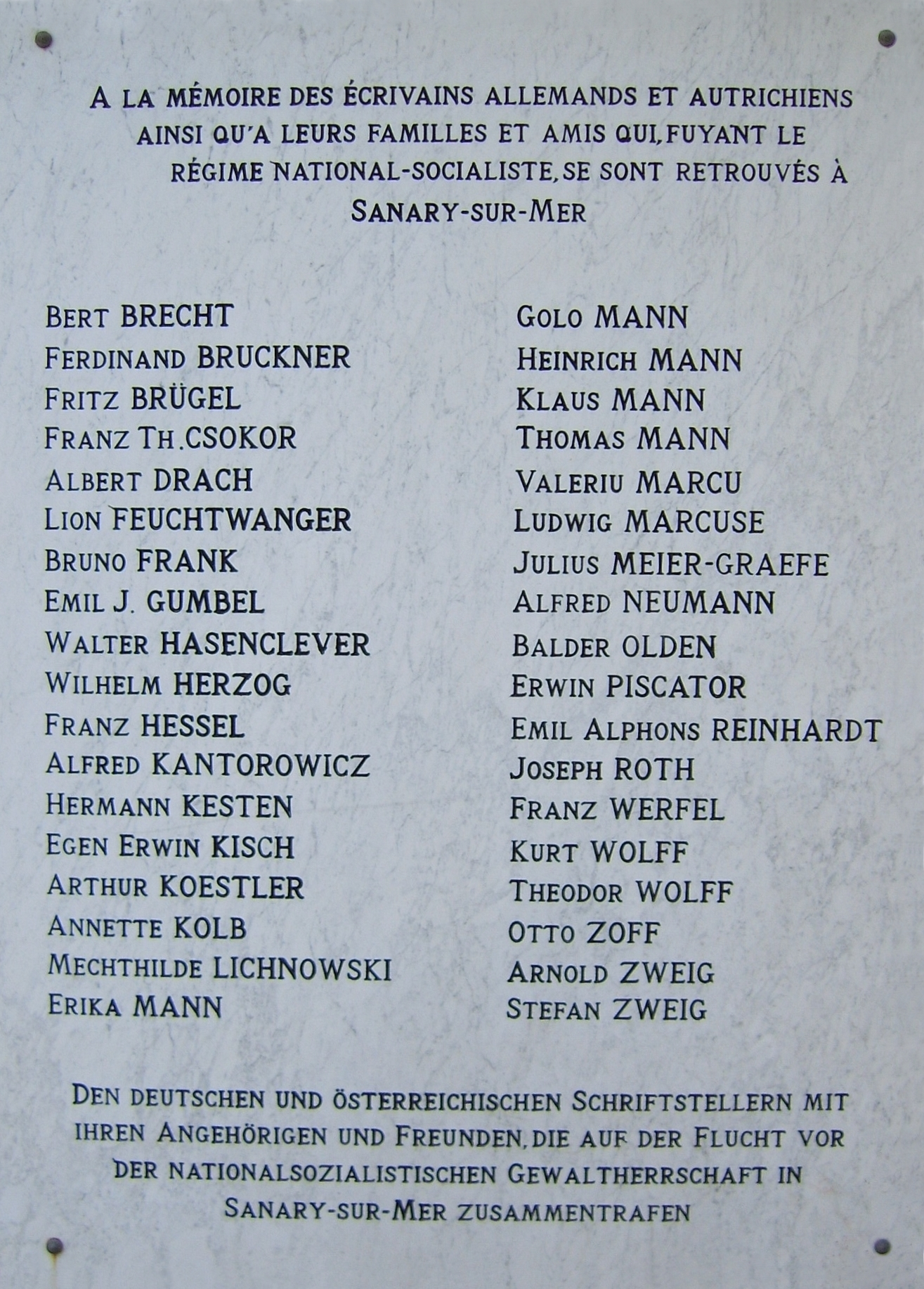
Gedenktafel für die deutschen und österreichischen Flüchtlinge in Sanary-sur-Mer, unter ihnen Annette Kolb

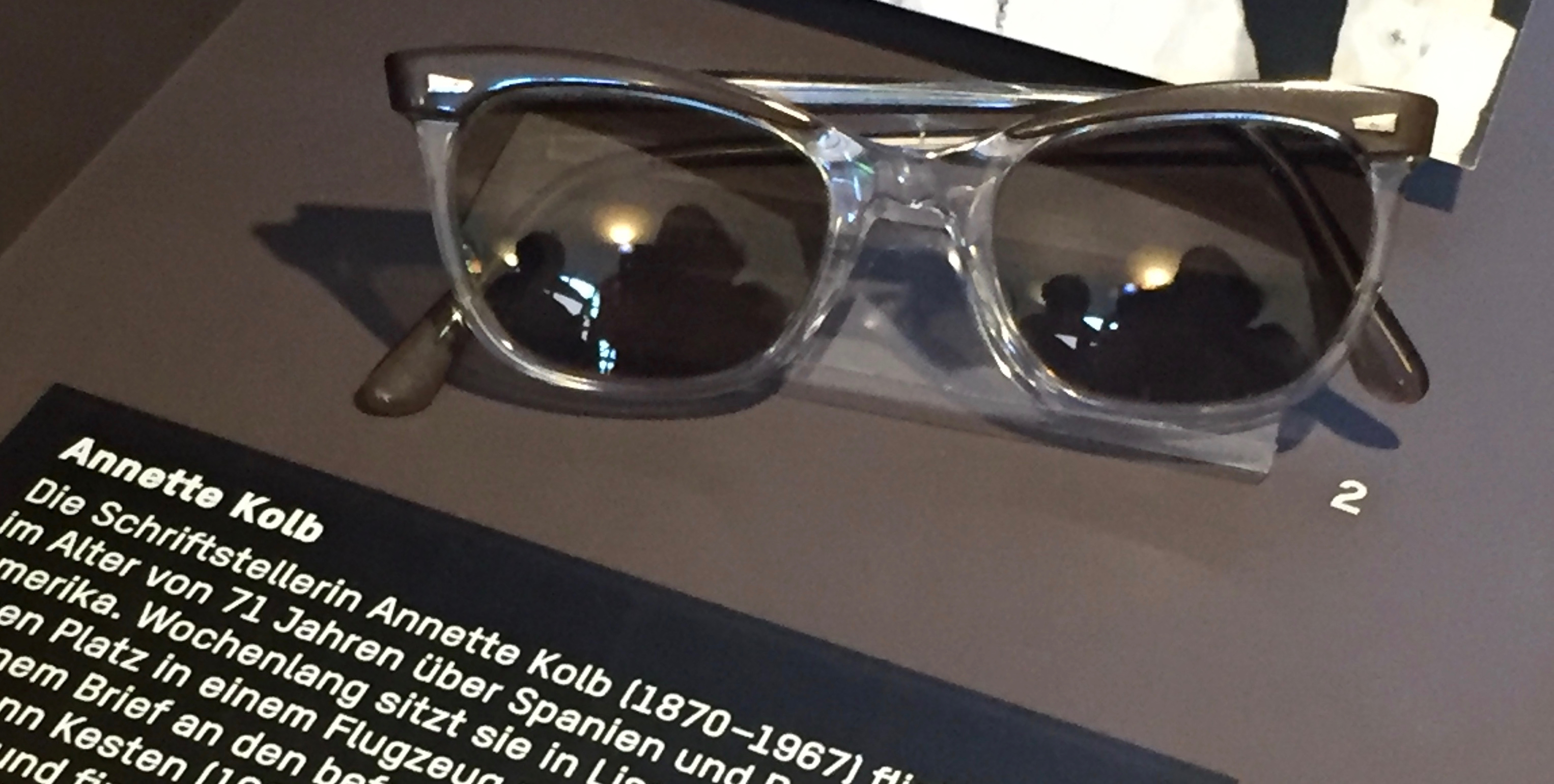
Annette Kolbs Brille in der Monacensia

- 1906: L’Ame aux deux patries. Sammlung von Feuilletonartikeln
- 1913: Das Exemplar. Roman
- 1914: Wege und Umwege. Skizzen
- 1916: Briefe einer Deutsch-Französin
- 1918: Die Last. Essays
- 1921: Zarastro. Westliche Tage. Erinnerungen an 1917/1918
- 1925: Wera Njedin. Erzählungen und Skizzen
- 1925: Spitzbögen. Novelle
- 1928: Daphne Herbst. Roman
- 1929: Versuch über Briand. Porträt des Staatsmannes
- 1930: Kleine Fanfare. Skizzen
- 1932: Beschwerdebuch. Essays
- 1934: Die Schaukel. Roman
- 1937: Festspieltage in Salzburg.
- 1937: Mozart. Sein Leben. Biografie
- 1938: Festspieltage in Salzburg und Abschied von Österreich.
- 1940: Glückliche Reise.
- 1941: Schubert. Sein Leben. Biografie
- 1947: König Ludwig II. von Bayern und Richard Wagner. Biographische Skizze
- 1951: Präludium zu einem »Traumbuch«. In: Die Neue Rundschau, Jg. 62, 1951, H. 1.[14]
- 1954: Blätter in den Wind. Essays
- 1960: Memento. Erinnerungen an die Emigration
- 1964: Zeitbilder. Erinnerungen 1907–1964

Übersetzung und Herausgabe
- 1910: Eine preußische Königstochter. Glanz und Elend am Hofe des Soldatenkönigs in den Memoiren der Markgräfin Wilhelmine von Bayreuth. Aus dem Französischen. Mit Nachwort. (Neu herausgegeben von Annette Weber-Kellermann, Insel-Verlag, 1981)

Werkausgabe u. a.
- Werke. 4 Bde. Hrsgg. von Hiltrud und Günter Häntzschel. Wallstein, Göttingen 2017, ISBN 978-3-8353-3110-5.
- »Ich hätte dir noch so viel zu erzählen«: Briefe an Schriftstellerinnen und Schriftsteller. S. Fischer 2019, ISBN 978-3-10-397422-5.